# E3 Harelbeke 2015
58. edycja wyścigu kolarskiego E3 Harelbeke odbyła się w dniu 27 marca 2015 roku i liczyła 212 km. Wyścig figurował w rankingu światowym UCI World Tour 2015. 

## Uczestnicy

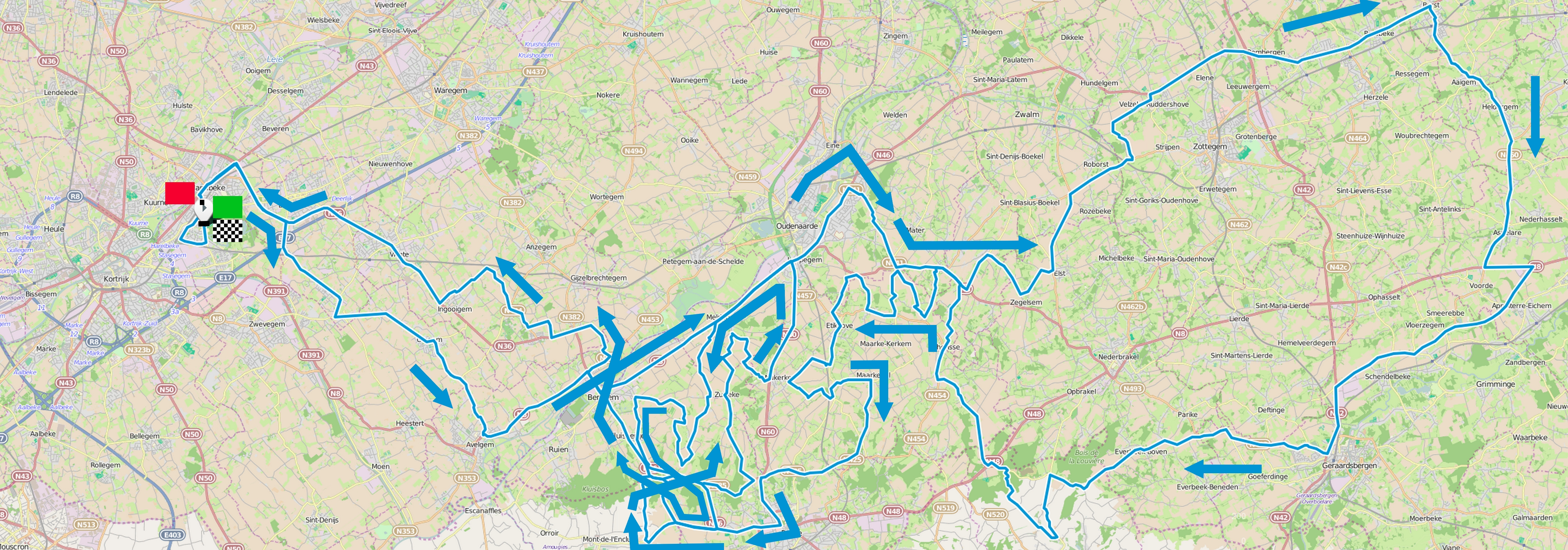

Na starcie tego klasycznego wyścigu stanęło 24 zawodowych ekip.
| Numery  | Kod | Drużyna                  |
| ------- | --- | ------------------------ |
| 1-8     | TTS | Team Tinkoff-Saxo        |
| 11-18   | EQS | Etixx-Quick Step         |
| 21-28   | LTS | Lotto Soudal             |
| 31-38   | TRE | Trek Factory Racing      |
| 41-48   | AST | Pro Team Astana          |
| 51-58   | BMC | BMC Racing Team          |
| 61-68   | FDJ | FDJ.fr                   |
| 71-78   | IAM | IAM Cycling              |
| 81-88   | LAM | Lampre-Merida            |
| 91-98   | MOV | Movistar Team            |
| 101-108 | OGE | Orica-GreenEDGE          |
| 111-118 | TCG | Team Cannondale - Garmin |

| Numery  | Kod | Drużyna                      |
| ------- | --- | ---------------------------- |
| 121-128 | GIA | Team Giant-Alpecin           |
| 131-138 | KAT | Team Katusha                 |
| 141-148 | LTJ | Team LottoNL - Jumbo         |
| 151-158 | SKY | Team Sky                     |
| 161-168 | ALM | Ag2r-La Mondiale             |
| 171-178 | TSV | Topsport Vlaanderen          |
| 181-188 | WGG | Wanty-Groupe Gobert          |
| 191-198 | AND | Androni Giocattoli-Venezuela |
| 201-208 | MTN | MTN-Qhubeka                  |
| 211-218 | SOU | Southeast                    |
| 221-228 | EUC | Team Europcar                |
| 231-238 | ROO | Team Roompot                 |

## Klasyfikacja generalna
| M-ce | Imię i nazwisko    | Kraj            | Drużyna                  | Czas       |
| ---- | ------------------ | --------------- | ------------------------ | ---------- |
| 1.   | Geraint Thomas     | Wielka Brytania | Team Sky                 | 5h 15' 00" |
| 2.   | Zdeněk Štybar      | Czechy          | Etixx-Quick Step         | + 25"      |
| 3.   | Matteo Trentin     | Włochy          | Etixx-Quick Step         | + 38"      |
| 4.   | Alexander Kristoff | Norwegia        | Team Katusha             | + 38"      |
| 5.   | Sep Vanmarcke      | Belgia          | Team LottoNL - Jumbo     | + 38"      |
| 6.   | Matti Breschel     | Dania           | Team Tinkoff-Saxo        | + 38"      |
| 7.   | Jürgen Roelandts   | Belgia          | Lotto Soudal             | + 38"      |
| 8.   | Jack Bauer         | Nowa Zelandia   | Team Cannondale - Garmin | + 38"      |
| 9.   | Jens Keukeleire    | Belgia          | Orica-GreenEDGE          | + 38"      |
| 10.  | Daniel Oss         | Włochy          | BMC Racing Team          | + 38"      |